# Балистичко клатно
Балистичко клатно је направа за мјерење почетне брзине пројектила и брзине трзања ватреног оружја.
Конструктор је био енглески физичар Бенџамин Робинс (Benjamin Robins) у 18. вијеку. Принцип рада је сљедећи: испаљено зрно погађа шупљи цилиндар на мјесту гдје је напуњен пластичном масом, пијеском, или глином. Цилиндар је везан за закретну осовину монтирану на лежајевима (као клатно), тако да може да се клати напријед натраг (слично сједишту на клацкалици). Кад зрно удари у цилиндар познате масе, он се закреће за одређени угао, који се очитава са скале. Из овог се може прорачунати брзина зрна.
Брзина трзања се добија везивањем кућишта оруђа за цилиндар или клатно без цилиндра.
Овај начин мјерења се користио до средине 19. вијека, кад је замијењен хронографом, а још касније фото-камерама и електронским методама.